# Nephrurus deleani
Nephrurus deleani је гмизавац из реда Squamata и фамилије Gekkonidae. 

## Угроженост
Ова врста се сматра угроженом.

## Распрострањење
Аустралија је једино познато природно станиште врсте.

## Станиште
Врста Nephrurus deleani има станиште на копну.